# Amadeus-Becken
Das Amadeus-Becken (englisch: Amadeus Basin) ist ein circa 170.000 km² großes Sedimentbecken des australischen Kraton (Festlandkern) in Zentral-Australien. Es liegt im Süden des Northern Territory und erstreckt sich von dort bis in den Bundesstaat Western Australia. Benannt ist es nach dem in diesem Becken liegenden Lake Amadeus, welcher wiederum nach dem spanischen König Amadeus I. benannt wurde.

## Geologie
In dem Sedimentbecken befinden sich bis zu 14 Kilometer mächtige Meeres- und Nichtmeeresablagerungen, die vom Paläoproterozoikum bis zum Neoproterozoikum entstanden. Die nahegelegenen Sedimentbecken Officer-Becken, Georgina-Becken und Ngalia-Becken sowie das Amadeus-Becken waren vermutlich einst Teil des Centralian Superbasin. Dieses wurde während der Petermann-Orogenese vom späten Neoproterozoikum bis zum Kambrium verformt und während der Alice-Springs-Orogenese im Paleozoikum fragmentiert.
Im Amadeus-Becken liegen der Uluṟu und die Kata Tjuṯa sowie der Kings Canyon.

## Rohstoffe
Das Amadeus-Becken enthält das Mereenie-Ölfeld und das Palm Valley Gasfield bei Hermannsburg, das die bedeutendste Energiequelle für das Northern Territory ist. Ein Großteil des Erdgases fließt durch die Pipeline nach Darwin, während das Öl von Alice Springs zu den Raffinerien nach Adelaide transportiert wird.